# Brassiophoenix schumannii
Brassiophoenix schumannii  (лат.) — вид однодольных растений рода Brassiophoenix семейства Пальмовые (Arecaceae). Впервые описан британским ботаником Фредериком Буртом Эссигом в 1975 году.

## Распространение, описание
Эндемик Папуа — Новой Гвинеи. Распространён в низменных тропических лесах.
Очень близок единственному родственному виду Brassiophoenix drymophloeoides, отличаясь от последнего жёлто-оранжевым цветом плодов и тёмными чешуйчатыми волосками на цветках.

## Синонимы
Синонимичные названия:
- Actinophloeus schumannii Becc.basionym
- Drymophloeus schumannii (Becc.) Warb. ex K.Schum. & Lauterb.
- Ptychococcus schumannii (Becc.) Burret